# Stift Vorau

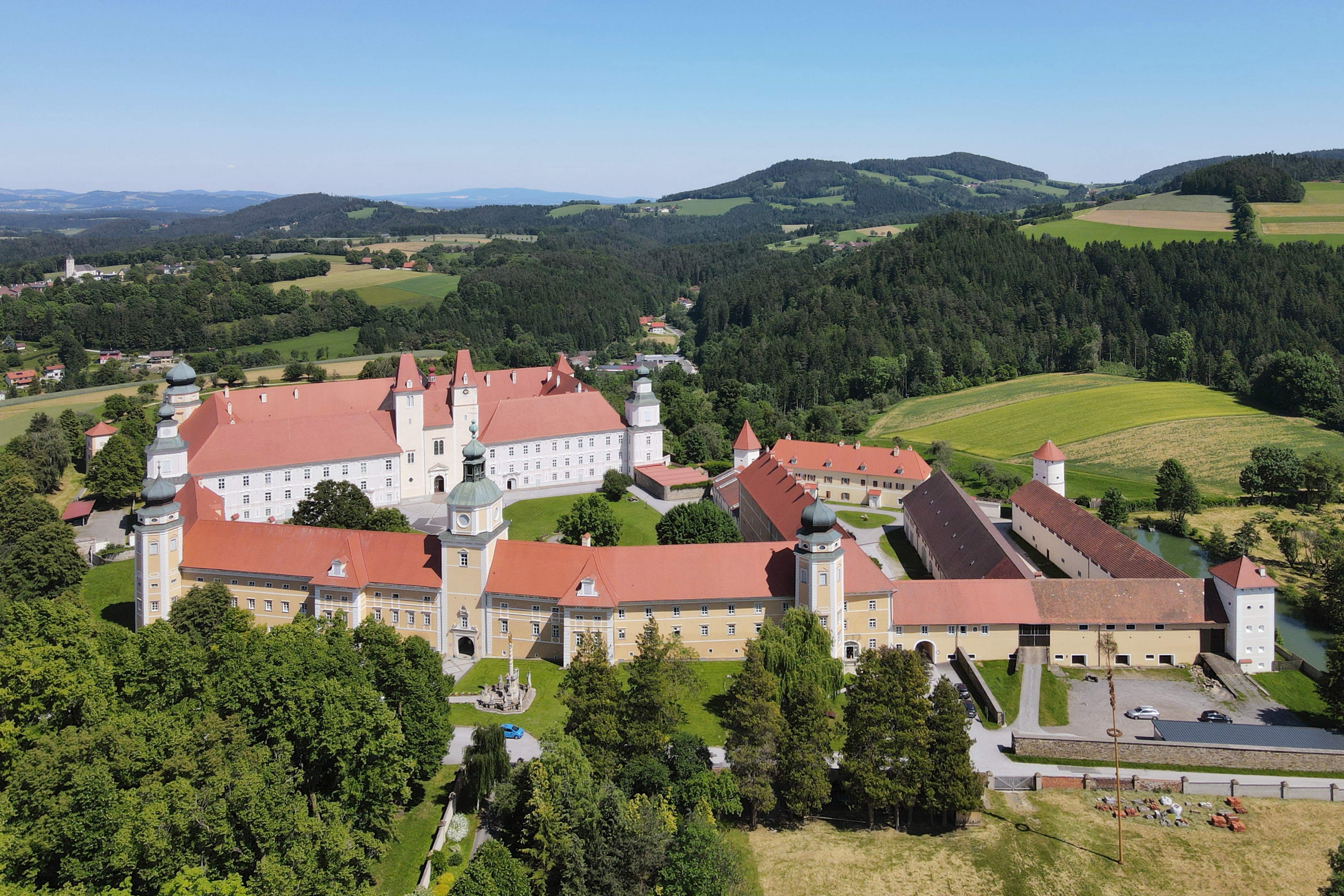
Westansicht des Stiftes Vorau

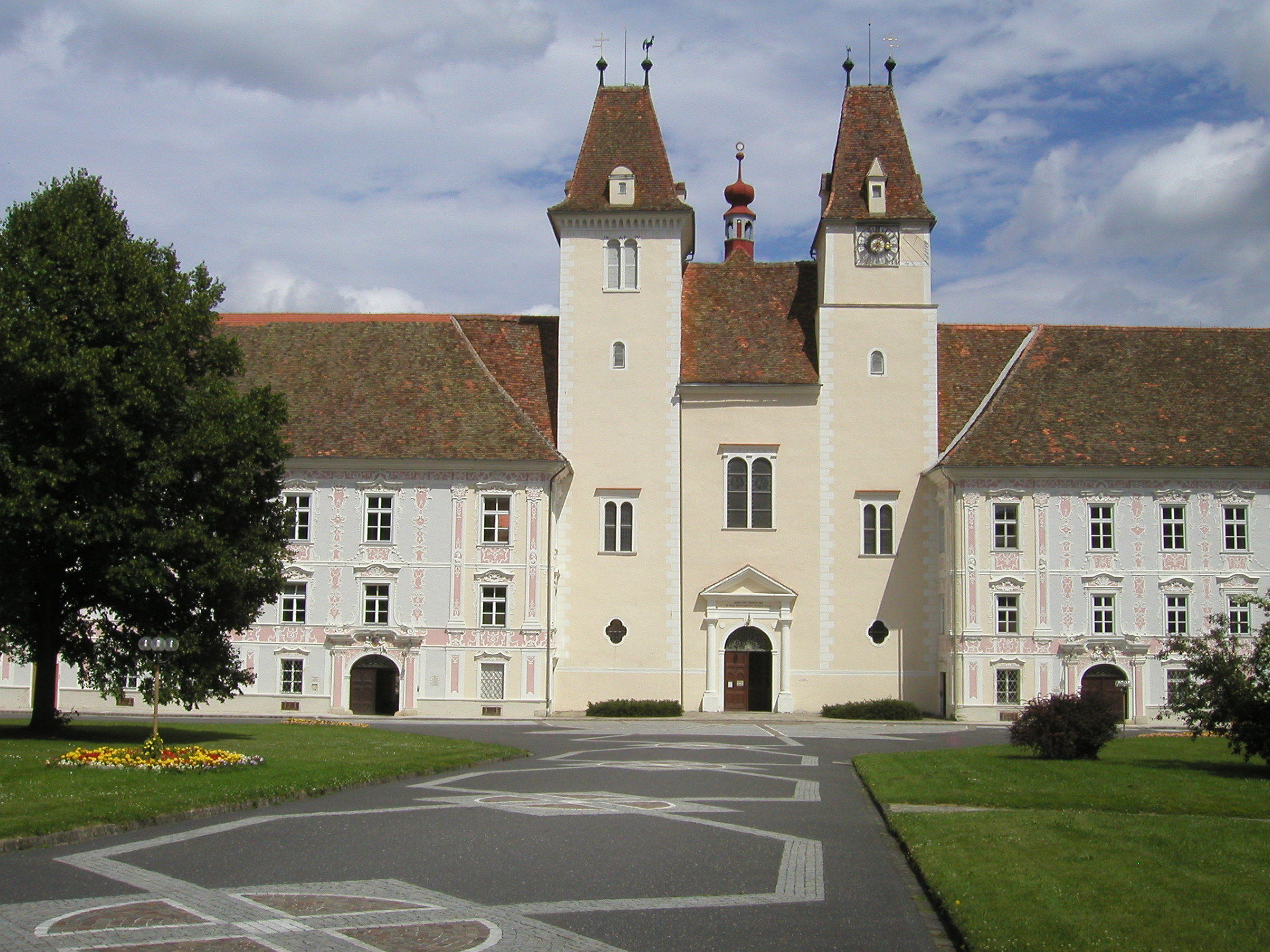
Kirchentrakt

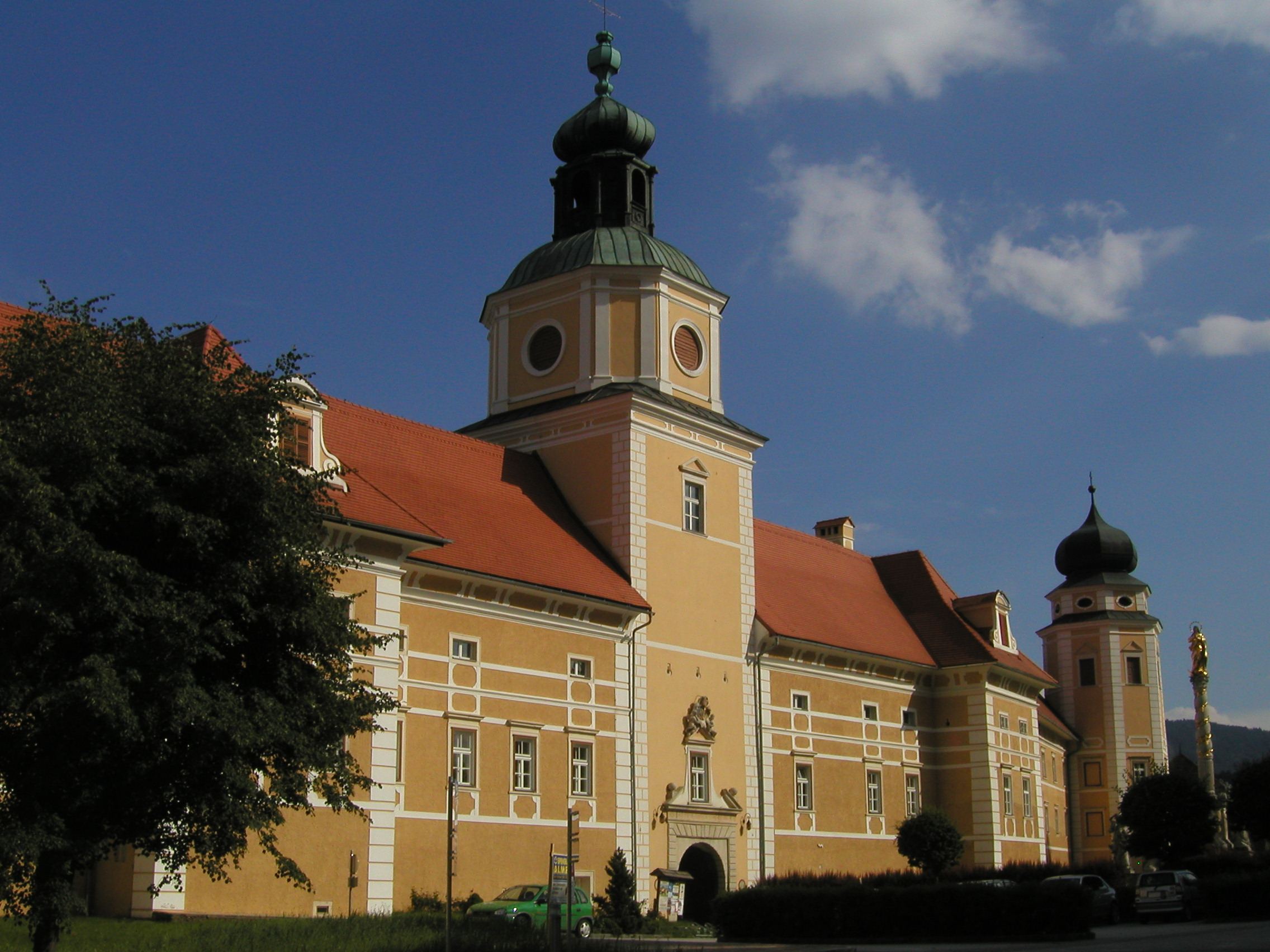
Stift Vorau, Festungsartiger Eingang

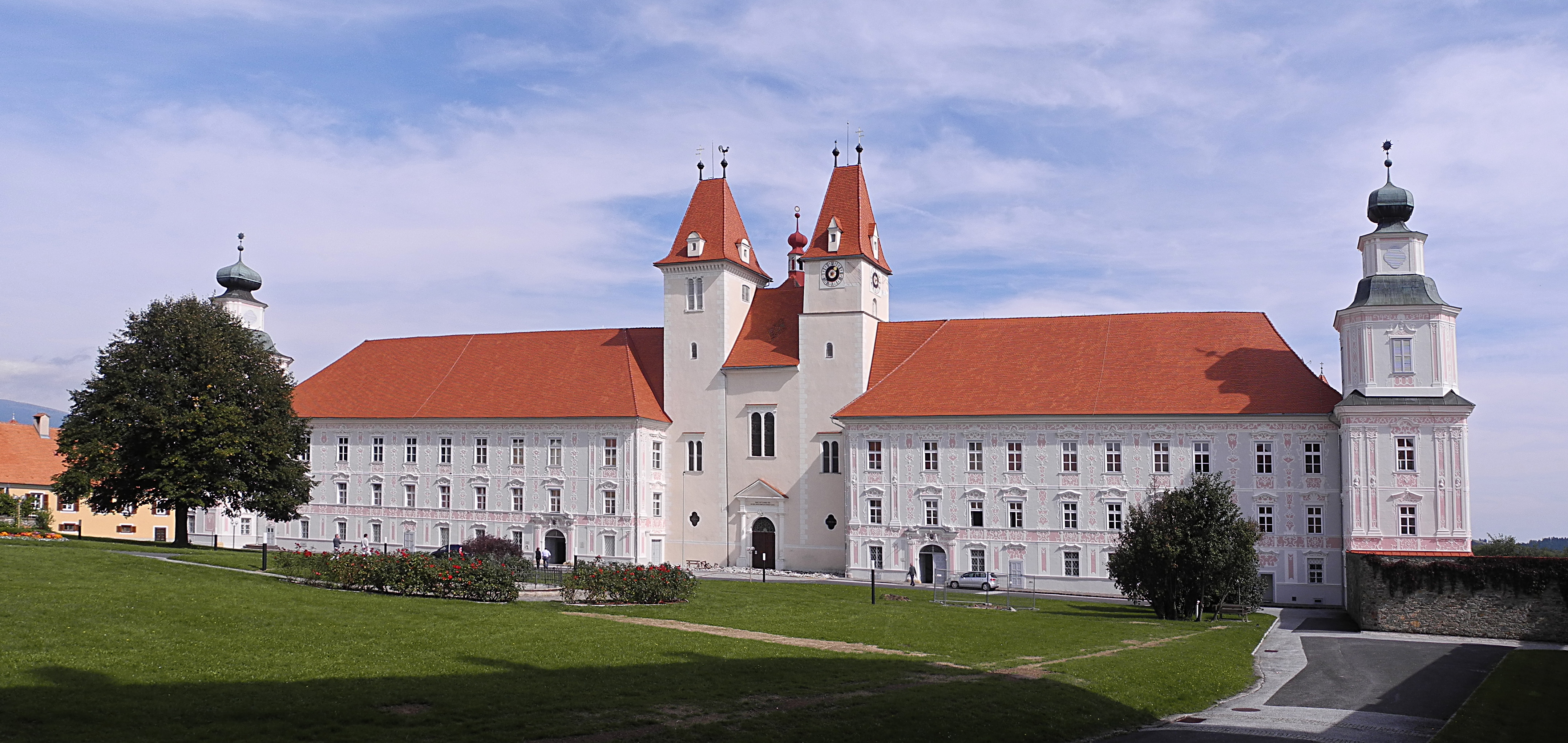
Kirche und Stift Panorama

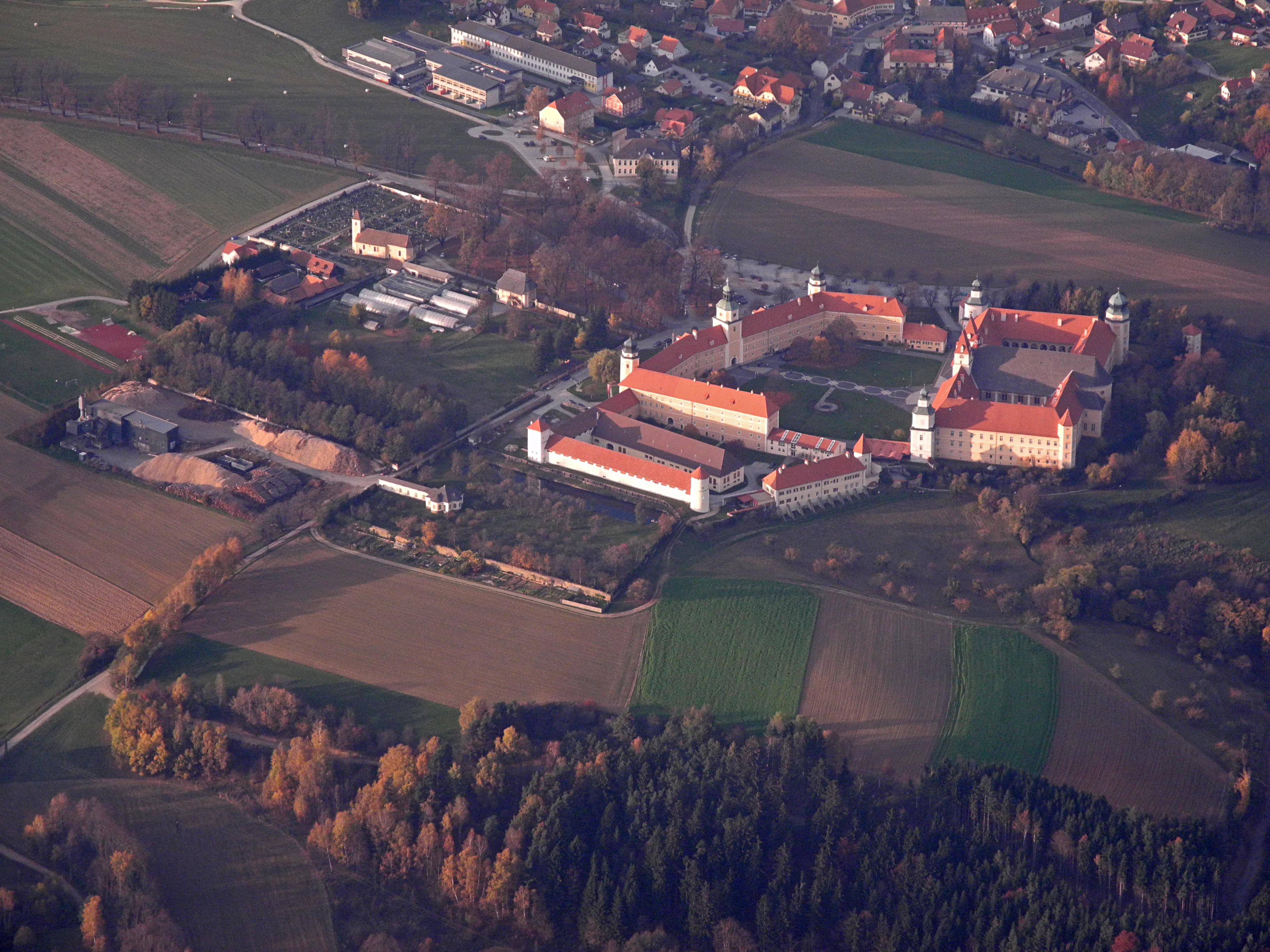
Stift Vorau aus der Luft

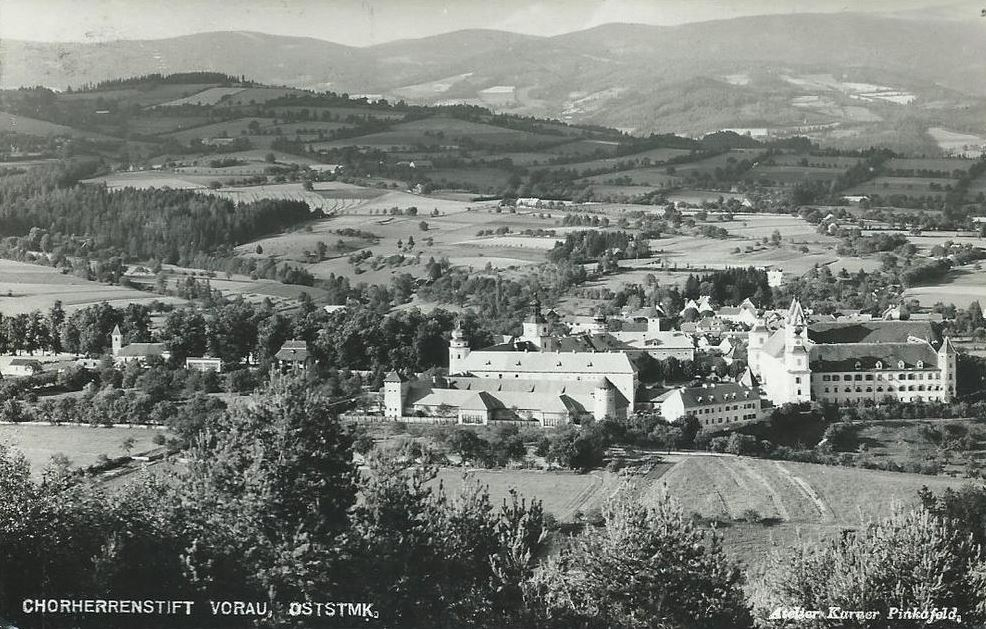
Stift Vorau auf einer Ansichtskarte (um 1940)

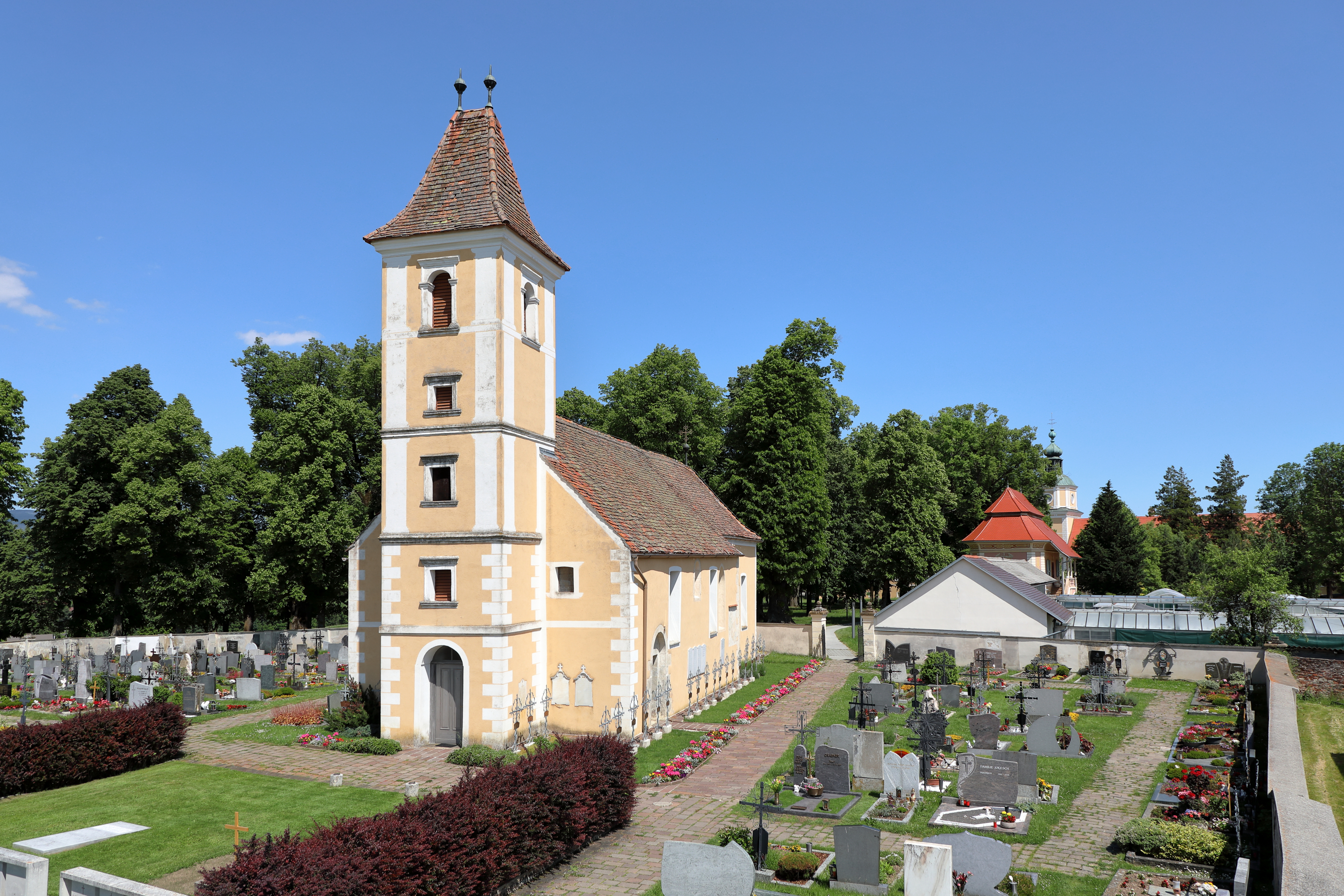
Stiftsfriedhof mit Kirche

Das Augustiner-Chorherrenstift Vorau liegt in der nordöstlichen Steiermark in der Marktgemeinde Vorau.

## Geschichte

### Mittelalter
Das Kloster geht auf eine Gründung Markgraf Ottokars III. von Traungau und seiner Frau Kunigunde im Jahr 1163 zurück, aus Dankbarkeit für die Geburt des lang ersehnten Erben. Markgraf Ottokar übergab daraufhin seine steirischen Besitzungen zwischen Wechsel und Masenberg dem Salzburger Erzbischof Eberhard I, der zur Besiedelung Augustiner-Chorherren aus dem Domstift St Rupert schickte. Im Jahr 1237 wurde die Anlage durch einen Brand vernichtet und wenig später wieder neu aufgebaut.
Unter den etlichen Privilegien, die das Stift von nun an erhalten sollte, zählte ein Schutzbrief, den König Rudolf I. von Habsburg 1277 ausstellte. 1384 verheerte ein erneuter Brand die Klostergebäude. 1452 gestattete Papst Nikolaus V. den Pröpsten von Vorau, bei feierlichen liturgischen Handlungen die Pontifikalien zu tragen. Der römisch-deutsche Kaiser Friedrich III. verlieh 1453 dem Stift sein heutiges Wappen in den Farben Blau und Gold und erteilte die Erlaubnis, eine Rüstkammer einzurichten, um der drohenden Türkengefahr begegnen zu können. Propst Leonhard von Horn baute das Stift zu einer Klosterburg mit Wassergraben, Wehrmauer und Zugbrücke um.

### Frühe Neuzeit
Kaiser Maximilian I. verlieh dem Stift das Landgericht mit Stock und Galgen, was eine hohe Ehre für besonders verdiente Herren darstellte, noch dazu, da gerade er bestrebt war, die Landesgerichte wieder in eine gewisse Abhängigkeit der Landesfürsten zu bringen.
Während der von 1503 bis 1505 wütenden Pest fielen in der Vorauer Pfarre 800 Menschen zum Opfer. Das Aufkommen der neuen lutherischen Lehre hatte den Abgang etlicher Konventsmitglieder zur Folge. Nach dem Tod Propsts Augustin Geyers im Jahr 1542 drohte das Stift während der Reformation zu erlöschen – es lebte nur noch ein Chorherr im Kloster. Die Situation verbesserte sich erst wieder 1544, als ein neuer Propst ernannt wurde. Einer seiner Nachfolger, Matthias Singer, ließ von 1660 bis 1662 die Stiftskirche neu errichten und eröffnete 1651 eine Apotheke für die Vorauer Bevölkerung. Unter den Pröpsten Philipp Leisl und Graf Sebastian von Webersberg entstand ein neues Prälaturgebäude mit Bibliothek. Letzterer ließ als Dank für das Überstehen einer neuerlichen Pestepidemie die Frauen- oder Pestsäule vor dem Torturm errichten.
Im Jahr 1736 erreichte das Chorherrenstift mit 46 Chorherren den höchsten Mitgliederstand seiner Geschichte. 1778 wurde im Stift eine Hauptschule eingerichtet. Von 1812 bis 1817 wurde ein Gymnasium und von 1839 bis 1843 ein Privatgymnasium mit Sängerknabeninstitut geführt. Die Festungsmauern wurden 1844 abgetragen und der Wassergraben teilweise zugeschüttet, das Stift verlor dadurch seinen Burg-Charakter.
Das Stift wird seit 1920 mit Elektrizität versorgt. Wegen einer finanziellen Notlage im Zuge der Weltwirtschaftskrise mussten 1924 zahlreiche Kunstschätze verkauft werden.

### Zeit des Nationalsozialismus
Das Chorherrenstift Vorau war wegen großer Verdienste um das Schulwesen der josefinischen Säkularisation im 18. Jahrhundert nicht zum Opfer gefallen, allerdings hoben es die Nationalsozialisten 1940 auf und richteten in der nunmehrigen „Burg Vorau“ eine Nationalpolitische Erziehungsanstalt ein.  Die Chorherren mussten das Stift verlassen, das nunmehr unter NS-Herrschaft verwaltet wurde. Abgesehen von drei Chorherren, die im Ort verbleiben durften, wurden alle kreis- und gauverwiesen. Am 4. Oktober 1940 wurde der gesamte Besitz des Stiftes zugunsten des „Deutschen Reiches“ eingezogen – das erste Mal seit der Gründung im Jahr 1163. Als Grund für die erfolgten Änderungen durch die NS-Machthaber wurden angebliche Übergriffe auf Kinder seitens der Chorherren angegeben.
In mehreren Zügen, die Klassen entsprachen, wurden nun Knaben im Sinne des Nationalsozialismus erzogen. Vom 30. Juni bis 9. Juli 1940 fanden erstmals – später jährlich abgehaltene – Manöver der verschiedenen Erziehungsanstalten der „Ostmark“ in Vorau und Umgebung statt. Mit dem Heranrücken der Front Anfang April 1945 verließen NAPOLA-Schüler und -Leiter „fluchtartig das Stift“.
Der zeitweilige Leiter der NAPOLA in Vorau, ein sehr zweckorientierter Mann aus Mecklenburg, hatte die Idee, die künstlerisch reich ausgestattete Stiftskirche in eine Schul- und Sporthalle umzuwandeln. Dass dieser Plan nie verwirklicht wurde, gilt als Verdienst des damaligen Landeskonservators, Walter von Semetkowski.

### Stiftsbrand 1945
Am 24. April brannten Teile des Stiftes Vorau. Sowjetische Tiefflieger bombardierten die Gegend – weder Stift noch Markt blieben verschont. Wassermangel sowie desolate Löschgeräte verhinderten eine rasche Bekämpfung des vier Tage dauernden Brandes. Vor allem das Wirtschaftsgebäude und einige Türme wurden schwer beschädigt.
Aus der Bibliothek waren viele Inkunabeln, Urkunden und Bücher während der NS-Herrschaft „ausgelagert“ worden. Wertvolle Kunstobjekte waren in verschiedenen Gebäuden in Graz gelagert. Die Rückstellung nach Kriegsende erfolgte von Fall zu Fall und gestaltete sich als zeitintensiv und schwierig. Einige Gegenstände aus dem Stiftsbesitz fand man erst Jahrzehnte später in anderen Museen, andere hat man bis heute nicht gefunden.

### Jüngste Geschichte
Am 27. Mai 1945 kehrten die Chorherren aus der Kongregation der österreichischen Augustiner-Chorherren in das zerstörte Stift zurück und begannen mit dem Wiederaufbau, der erst Ende der sechziger Jahre abgeschlossen war. Von 1981 bis 1987 wurden alle Stiftsgebäude saniert, von 1995 bis 1997 erfolgte ein Erweiterungsbau für das Verwaltungsgebäude.
Das Stift Vorau hat heute rund 3.400 Hektar Grundbesitz, davon sind 2.900 Hektar Wald. Daraus erwirtschaftet es den Großteil seiner Einnahmen. Das Stift Vorau ist bisher noch in der Lage seine wirtschaftlichen Aufgaben weitgehend ohne öffentliche Mittel zu bewältigen.

## Sehenswürdigkeiten
Das Stift Vorau verfügt vor allem aus der Zeit des Hochbarock über eine prunkvolle Ausstattung.

### Stiftskirche

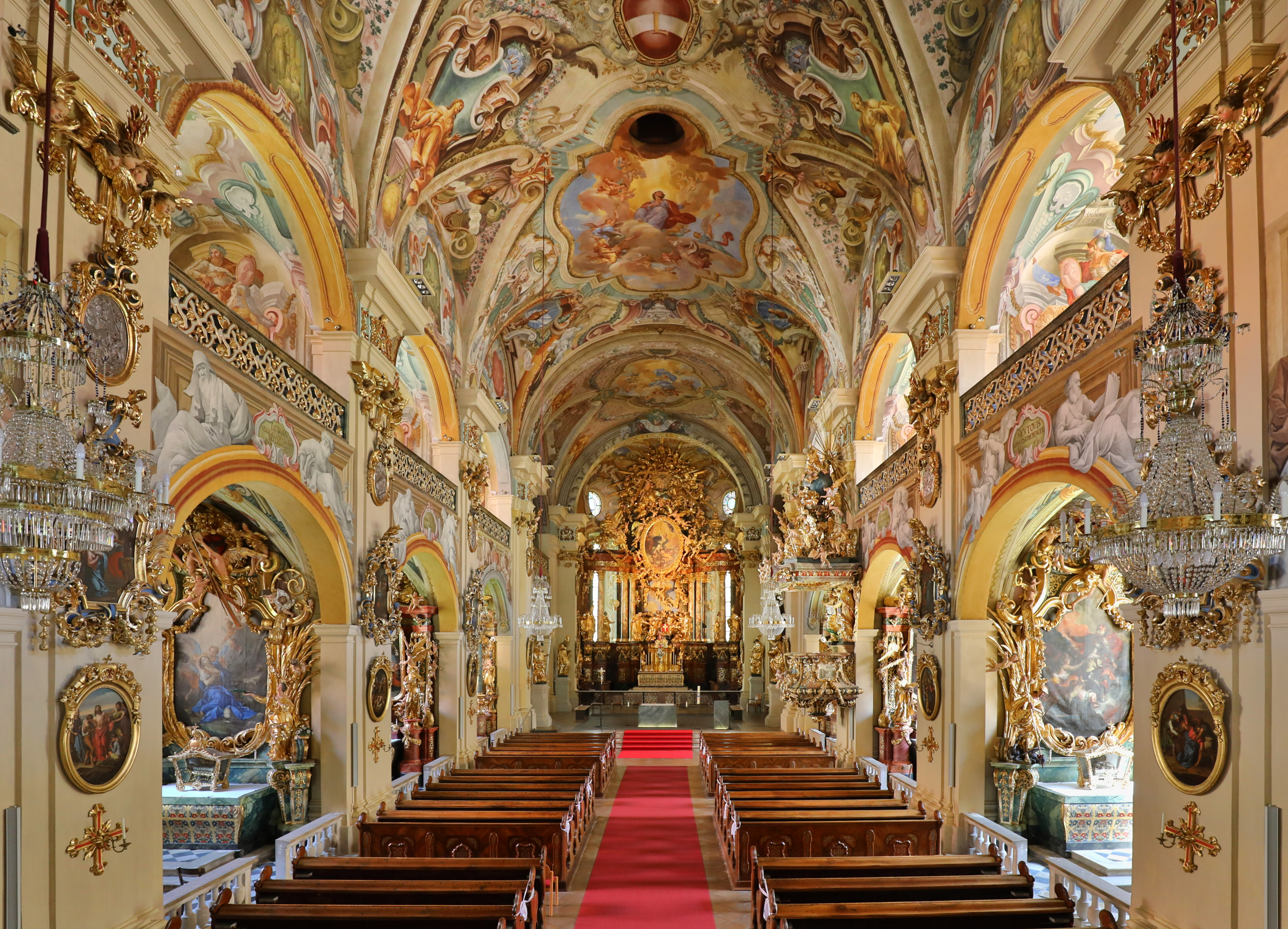
Üppige Freskenfülle in der Stiftskirche

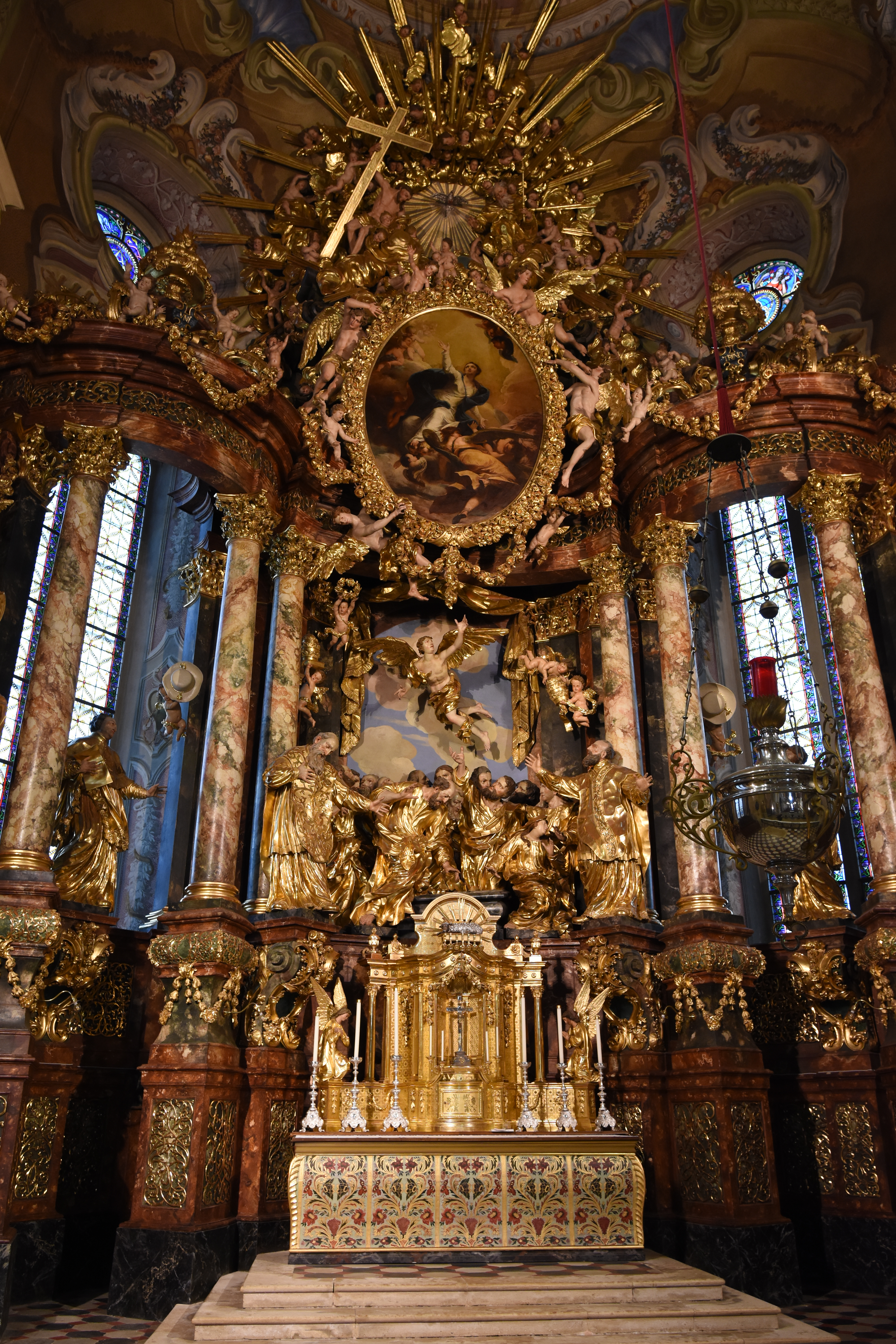
Hochaltar der Stiftskirche

Die Stiftskirche wurde 1660–1662 nach Plänen von Domenico Sciassia erbaut. Ab 1700 wurde sie durch den kaiserlichen Ingenieur Matthias Steinl im Stile des Wiener Hochbarock umgestaltet. Steinl entwarf die Kanzel, die die Lehrtätigkeit Jesu von Nazaret thematisiert und den Hochaltar, der die Himmelfahrt der Maria (Mutter Jesu) darstellt. Seit 1783 ist die Stiftskirche die Pfarrkirche der Pfarre Vorau. Die überlebensgroßen Plastiken des Hochaltares gestaltete hauptsächlich der aus Würzburg zugewanderte Bildhauer Franz Caspar, wie auch Jakob Seer.

### Bibliothek

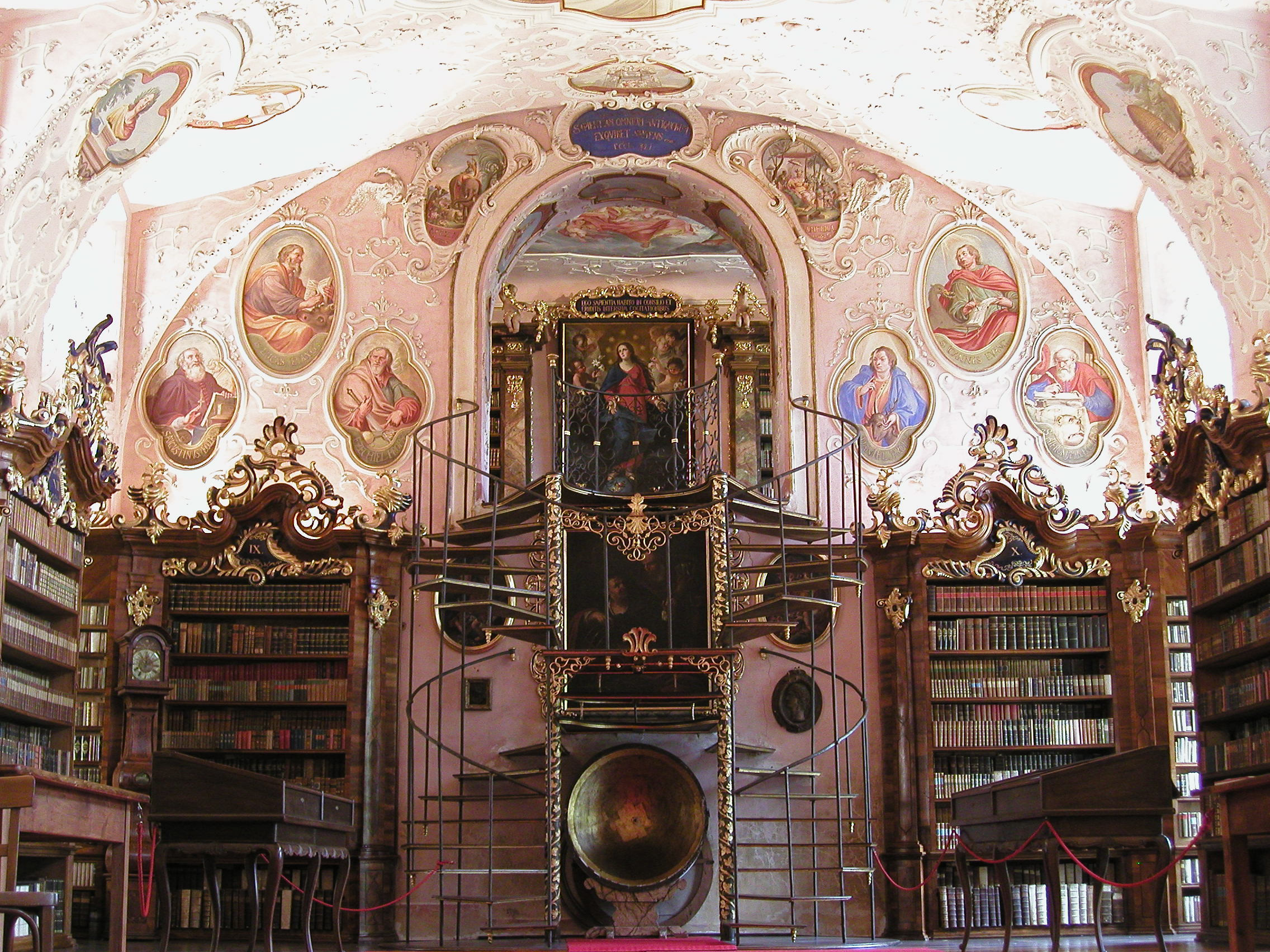
Bibliothek

Besonders bedeutend ist die gut erhaltene Bibliothek des Stiftes. Der 1731 fertiggestellte Bibliothekssaal beherbergt etwa 17.500 Bände, darunter 415 Handschriften und 206 Inkunabeln.
Darunter sind bedeutende Handschriften wie das Vorauer Evangeliar aus dem 12. Jahrhundert, die im Jahre 1467 (in österreichischer Bastarda) geschriebene Vorauer Volksbibel mit über 550 Miniaturen und die Vorauer Handschrift, die umfangreichste und wichtigste der alten Sammelhandschriften mit geistlichen frühmittelhochdeutschen Dichtungen, von denen viele nirgends sonst überliefert sind. Diese enthält auch die Kaiserchronik – eine poetische Kaisergeschichte von Julius Caesar bis zum zweiten Kreuzzug.

### Sakristei

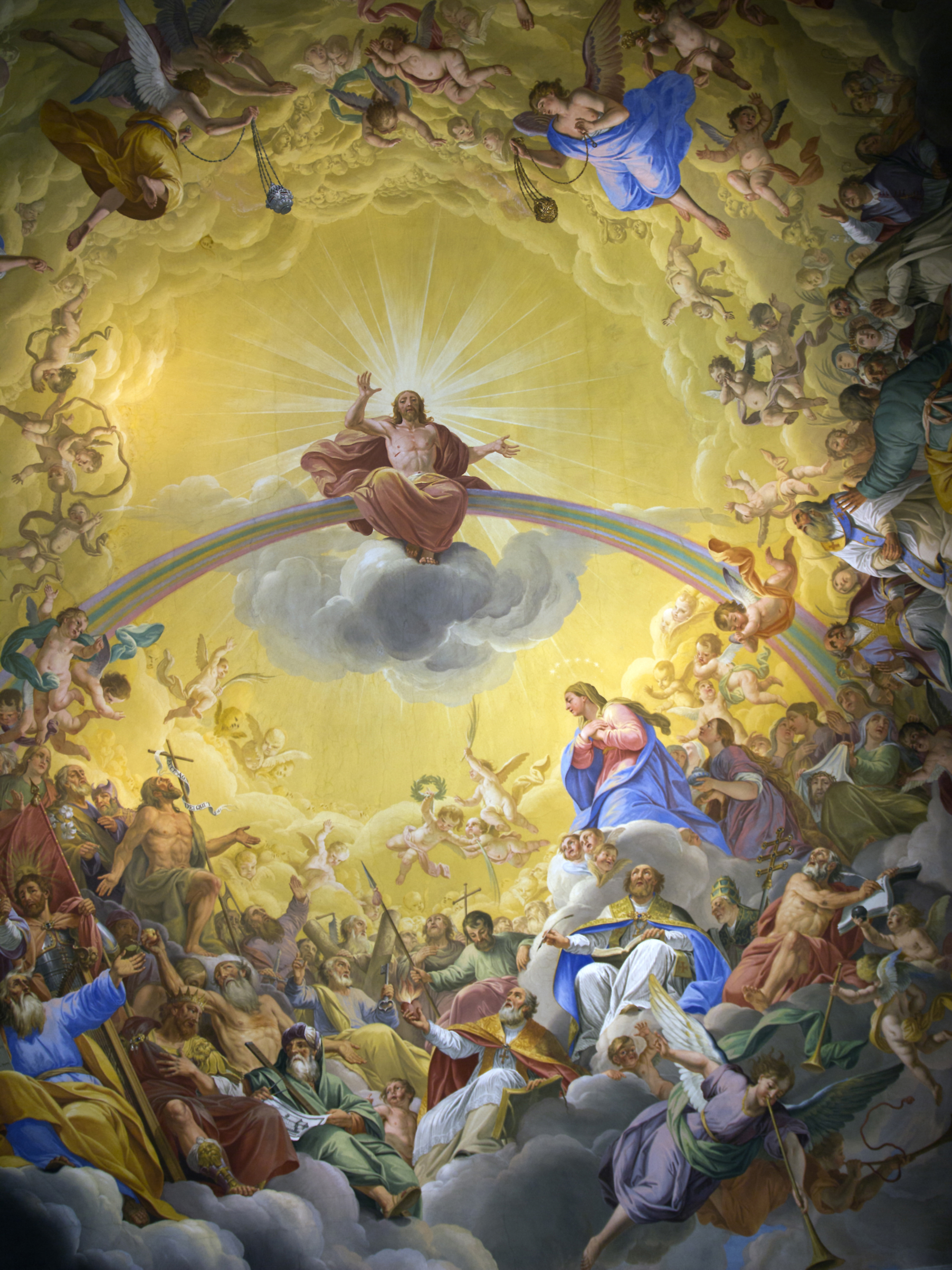
Deckengemälde der Sakristei

Die Sakristei gilt als die künstlerische Perle des Stiftes, die ihre in den Jahren 1715–1716 erhaltene malerische Dekoration dem Stiftsmaler Johann Cyriak Hackhofer verdankt und als sein Meisterwerk gelten darf. An drei Wänden ist in einfachen illusionistischen Rahmungen der Schmerzhafte Rosenkranz dargestellt. An der vierten Wand stellte er einen Höllensturz dar. Dieser zeigt, umgeben von Flammen, teuflischen Gestalten und anderen höllischen Ungeheuern, den Sturz personifizierter menschlicher Laster wie Geiz, Unzucht, Hochmut, Trunksucht, Verleumdung usw. In der Mitte des östlichen, stark belichteten Deckenteils thront Christus auf einem Regenbogen. Um ihn scharen sich die Heiligen des Alten und des Neuen Bundes sowie anbetende Engel.

## Bildungshaus
Von 1977 bis 2020 betrieb das Stift ein Bildungshaus. Es wurde zuletzt von Altpropst Gerhard Rechberger geleitet. Heute vermietet das Stift die Räumlichkeiten als Seminarräume mit Platz für bis zu 200 Personen.

## Pröpste
- Liupold von Travesse 1163–1185
- Bernhard II. 1235–1237 (er starb beim Klosterbrand, als er Bücher und Urkunden aus dem Sakristeifenster warf, sich selbst aber nicht mehr retten konnte)
- Konrad II. 1282–1300
- Dietrich 1300–1304
- Heinrich von Wildungsmauer 1350–1381
- Konrad III. von Neunkirchen 1382–1397
- Johann I. von Schwaben 1398–1419
- Erasmus 1419
- Johann II. Straußberger 1419–1430
- Andreas von Pranpeck 1433–1453
- Leonhard von Horn 1453–1493
- Augustin Geyer 1534–1542
- Johannes Benedikt von Perfall 1594–1615
- Daniel Gundau 1615–1649
- Matthias Singer 1649–1662
- Philipp Leisl 1691–1717
- Graf Franz Xaver Sebastian von Webersberg 1717–1736
- Lorenz II. Joseph Leitner 1737–1769
- Freiherr Franz Sales I. von Taufferer (heute Tauferer) 1769–1810
- Gottlieb Patriz Kerschbaumer 1838–1862
- 52. Prosper Berger 1920–1953
- 53. Gilbert Prenner 1953–1970
- 54. Rupert Kroisleitner 1970–2000
- 55. Gerhard Rechberger 2000–2019
- 56. Bernhard Mayrhofer seit 2019[14]